# Negoiță Dănăilă
Negoiță Dănăilă (n. 17 aprilie 1878, Bucești, Ivești, Galați – d. 5 februarie 1953) a fost un chimist român, membru de onoare al Academiei Române.

## Biografie
A intrat în istoria chimiei ca fondator al școlii de chimie tehnologică din România și al învățământului superior de chimie industrială, prin înființarea în 1919 a Institutului de Chimie Industrială.

### Studii
A urmat Școala primară în satul natal, Bucești, iar apoi Liceul Internat din Iași.
A absolvit Universitatea din Iași, Facultatea de Științe, secția fizică-chimie în 1902, plecând cu o bursă din fondurile „Casei școlilor” la Școala Politehnică din Charlottenburg - Berlin (1904-1908), unde a obținut în 1909 diploma de doctor a Universității Tehnice din Charlottenburg.

### Activitate socio-profesională
- asistent la catedra de chimie organică a Facultății de Științe a Universității din Iași (1902-1904);
- profesor la Școala Normală „C. Negri“, Școala Superioară de Comerț, Liceul „Vasile Alecsandri“ Galați (1904-1910);
- suplinitor (1910), conferențiar (1916), profesor titular (1919) la Catedra de Chimie tehnologică a Facultății de Științe a Universității din București;
- a înființat Institutul de Chimie Industrială din București (1919);
- senator de Tecuci (1931);
- primul decan al Facultății de Chimie Industrială din Institutul Politehnic București, până la pensionare (1938-1945);
- profesor la Academia de Înalte Studii Comerciale și Industriale din București;
- președinte al Institutului Național de Cercetări Tehnologice (1946);
- a condus Serviciul Tehnic de la ICECHIM (1951-1952).

### Afiliere
- membru de onoare al Academiei Române;
- membru fondator al Academiei de Științe din România;[1]
- membru al Société chimique de France (1909), Deutsche Chemische Ges. (Berlin), American Chemical Soc., Chemical Soc. (Londra), Inst. of Petrol Technology (Londra);
- membru fondator al Asociației Române pentru Înaintarea Științei Petrolului (12 mai 1939);
- membru al Societății Române de Științe (1911)

### Performanțe
A fost întemeietorul învățământului superior de chimie industrială în România și fondatorul școlii de chimie tehnologică din România.
În 1996 a fost ales Cetățean de onoare al comunei Ivești.